# Andriana (Apiaceae)
Pour les articles homonymes, voir Andriana (homonymie).
Genre
Andriana est un genre de plantes à fleurs de la famille des Apiaceae. Ce sont plantes ligneuses originaires de Madagascar.

## Taxonomie
L'espèce est décrite en 1999 par le botaniste sud-africain Ben-Erik van Wyk.
L'espèce-type est Andriana tsaratananensis.

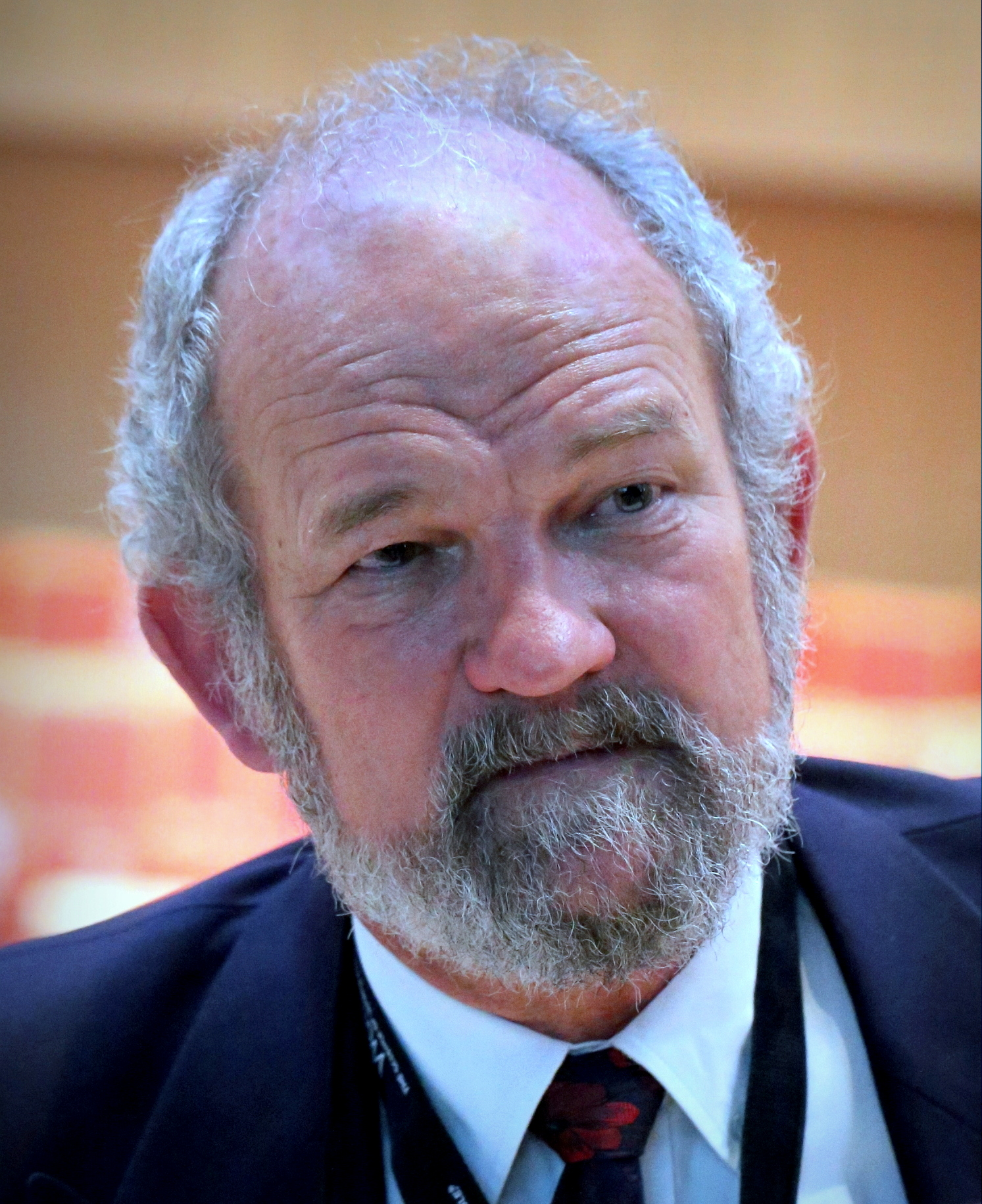
Ben-Erik van Wyk.

## Liste des espèces
Le genre Adriana comprend les espèces suivantes :
- Andriana coursii (Humbert) B.-E.van Wyk, 1999
- Andriana marojejyensis (Humbert) B.-E.van Wyk, 1999
- Andriana tsaratananensis (Humbert) B.-E.van Wyk, 1999